# Venezia (metrostation)

Venezia is een toekomstig metrostation onder de Piazza Venezia in het centrum van de Italiaanse hoofdstad Rome. 

## Geschiedenis
Op 21 september 1941 werd in aansluiting op de bouw van de lijn naar het expo-terrein, sinds 1980 lijn B, een uitbreidingsplan met drie lijnen gepresenteerd met onder andere een station onder de Piazza Venezia als westelijk eindpunt van lijn C. De aanleg van lijn B werd pas in 1955 voltooid en de opening van lijn A volgde pas begin 1980. In 1985 lagen er plannen om de lijnen A en B in de buitenwijken te vertakken om ook de buurten in het noorden en westen van de stad op de metro aan te sluiten. Het noordelijke deel van lijn B tussen Termini en Rebibia volgt het tracé van lijn C uit het plan van 1941. De vertakkingen zouden echter niet leiden tot een ontlasting van de lijnen A en B in de binnenstad zodat werd besloten tot de aanleg van twee nieuwe lijnen, C en D, die elkaar zouden kruisen bij Venezia. 

## Aanleg
In 2005 werd het tracé van de nieuwe lijn C voorgesteld en in 2007 werd met de aanleg van de lijn begonnen vanaf de oostkant van de stad. In 2005 werd uitgegaan van een oplevering van beide lijnen in 2021, maar lijn D werd in 2012 op de lange baan geschoven. In 2009 stuitten de bouwers op de restanten van het Athenaeum van Hadrianus onder de Piazza Venezia en het deel van lijn C ten noordwesten van de Piazza Venezia werd in 2010 om archeologische redenen eveneens vertraagd. Op 15 april 2013 begonnen de tunnelboormachines met de tunnel onder het centrum en de Piazza Venezia werd ondergronds op 30 augustus 2020 bereikt. Het station Fori Imperiali bij het Colosseum zou eind 2024 gereed zijn en in een latere fase zal ook het verlengd traject tot Venezia afgerond worden.        